# Heinz Eickmeyer
Heinz Eickmeyer, gelegentliche Schreibweise auch Eickmeier, (* 13. Juli 1930 in Osnabrück; † 3. November 1994 in München) war ein deutscher Filmarchitekt, Bühnenbildner und Kostümbildner.

## Leben und Wirken
Eickmeyer durchlief eine Maurerlehre, arbeitete anschließend als Bauzeichner und studierte Architektur. Über die Hamburger Theaterprinzipalin Ida Ehre in Hamburg knüpfte Eickmeyer seinen ersten Kontakt zum Theater und erlernte sein praktisches Handwerk als Bühnenbildner-Assistent. Später stieg er zum selbstständigen Szenenbildner auf. 
1968 gab Heinz Eickmeyer seinen Einstand als Chefarchitekt beim Kinofilm. In den folgenden Jahren entwarf der Osnabrücker die Bauten sowohl zu altherkömmlichem Lustspielklamauk wie Hurra, die Schule brennt!, Die Kompanie der Knallköppe und Hilfe, die Verwandten kommen als auch zu Inszenierungen von Regisseuren der „Jungfilmer“-Generation, darunter Engelchen macht weiter – hoppe, hoppe Reiter, Die Reise nach Wien und Das Unheil. Ebenfalls seit 1968 arbeitete Eickmeyer auch regelmäßig für das Fernsehen, in jungen Jahren vor allem für Inszenierungen Oswald Döpkes. 
Neben einzelnen Fernsehfilmen stattete Heinz Eickmeyer auch Serien wie Der Bastian und Drei ist einer zuviel aus, gestaltete aber auch die Dekorationen für Fernsehunterhaltung wie „Die Michael-Schanze-Show“ aus. Zu den Theaterstücken, zu denen Eickmeyer das Bühnenbild entwarf, zählen Aufführungen von Anton Tschechows Die Möwe, William Inges Kehr zurück, kleine Sheba, Joseph Hayes’ „Desperate Hours“ und Ödön von Horváths „Sladek oder Die schwarze Armee“.

## Filmografie
als Filmarchitekt beim Kinofilm, wenn nicht anders angegeben
- 1968: …soviel nackte Zärtlichkeit
- 1968: Bübchen
- 1968: Engelchen macht weiter – hoppe, hoppe Reiter
- 1969: Hurra, die Schule brennt!
- 1969: Der Bettenstudent oder: Was mach’ ich mit den Mädchen?
- 1970: Wir hau’n die Pauker in die Pfanne
- 1970: Das Unheil
- 1970: Heißer Sand (Fernsehfilm)
- 1971: Hilfe, die Verwandten kommen
- 1971: Die Kompanie der Knallköppe
- 1971: Kinderarzt Dr. Fröhlich
- 1972: Anna und Totò (Fernsehfilm)
- 1972: Blutiger Freitag
- 1973: Die Reise nach Wien
- 1973: Liebe leidet mit Lust! (Fernsehfilm) (auch Kostüme)
- 1973: Der Bastian (Fernsehserie)
- 1973: Kara Ben Nemsi Effendi (Fernsehserie) (auch Kostüme)
- 1976: Sladek oder die schwarze Armee (Fernsehfilm)
- 1976: Gefundenes Fressen
- 1980: Sierra Madre (Fernsehfilm)
- 1981: Kinder (Fernsehfilm)
- 1983: Marlene (Dokumentation über Marlene Dietrich) (auch Kostüme)
- 1985: Feuerwanzen küß‘ ich nicht (Fernsehfilm)
- 1986: Quadrille (Fernsehfilm)
- 1992: Night Train to Venice